# Isaac Promise
Isaac Promise (* 2. Dezember 1987 in Zaria; † 2. Oktober 2019 in Austin, Texas, Vereinigte Staaten) war ein nigerianischer Fußballspieler. Er ist vor allem bekannt durch seine langjährige Spielzeit in der Türkei, wo er für mehrere renommierte Klubs spielte.

## Karriere

### Verein
Promise begann seine Karriere in der 2. Liga Nigerias bei Grays International. Dort machte er auf sich mit seinen Leistungen bei großen Klubs in Europa aufmerksam. Promise wurde gemeinsam mit John Obi Mikel von Manchester United zum Probetraining eingeladen. Manchester United befand ihn jedoch nicht gut genug für die Premier League. Kurz danach war Promise vor der Unterzeichnung eines Vertrages bei Feyenoord Rotterdam. Er entschied sich jedoch später, für den türkischen Klub Gençlerbirliği Ankara zu unterzeichnen. Sein erstes Spiel für seinen neuen Klub war am 5. August 2005. Sein erstes Tor machte Isaac am 17. September 2005 im Ligaspiel gegen den Lokalrivalen MKE Ankaragücü. Bis zu seinem Vertragsende am 30. Juni 2008 spielte der Nigerianer für Gençlerbirliği in der Süper Lig 92 Spiele und erzielte 29 Tore. Nachdem sein Vertrag bei Gençlerbirliği Ankara ausgelaufen war und nicht mehr verlängert worden war, verpflichtete ihn Trabzonspor ablösefrei. Sein Vertrag hatte eine Laufzeit von vier Jahren.
Im Sommer der Saison 2009/10 wechselte Promise zu Manisaspor. Hier etablierte er sich schnell als Leistungsträger und erlebte seine beste Zeit in der Spielzeit 2011/12. Hier wurde er mit elf Ligatoren einer der erfolgreichsten Stürmer der Liga. Nachdem sein Verein aber den Klassenerhalt verpasst hatte, gab Promise bekannt, den Verein verlassen zu wollen. Zum Sommer 2012 wechselte er ablösefrei zum Erstligisten MP Antalyaspor. Nachdem auch Antalyaspor im Sommer 2014 den Klassenerhalt verfehlt hatte, verließ Promise auch diesen Klub und wechselte nach Saudi-Arabien zu al-Ahli. Bereits zur Rückrunde der Saison 2014/15 kehrte er in die türkische Süper Lig zurück und heuerte beim Aufsteiger Balıkesirspor an. Auch mit diesem Verein stieg er zum Saisonende in die TFF 1. Lig ab.
Für die Saison 2015/16 unterschrieb er bei dem Erstligisten Mersin İdman Yurdu einen Vorvertrag. Da der Klub eine bis zum Frühjahr 2016 gültige Transfersperre auferlegt bekommen hatte, hätte Promise erst nach dem Ablauf der Transfersperre für seinen neuen Klub auflaufen können. Bevor dieser Vertrag Gültigkeit erlangen konnte, wurde er wieder abgesagt. Nach diesen Entwicklungen heuerte Promise im Januar 2016 beim Zweitligisten Kardemir Karabükspor an. Für die Rückrunde der Saison 2016/17 wurde er an den Zweitligisten Giresunspor ausgeliehen. Mit seinem Vertragsende zum Sommer 2017 blieb er in der nachfolgenden Saison vereinslos. Im Januar 2019 schloss sich Promise dem US-amerikanischen Zweitligisten Austin Bold an und spielte dort bis zu seinem Tod im Oktober 2019.

### Nationalmannschaft
Bei der U-20-Weltmeisterschaft 2005 führte Promise als Kapitän seine Mannschaft bis ins Finale, wo man sich gegen Argentinien mit 1:2 geschlagen geben musste und somit Vizeweltmeister wurde. Er selbst bestritt sechs der sieben Spiele. Auch bei den Olympischen Sommerspielen 2008 war Promise als Kapitän im Einsatz, er bestritt alle sechs Spiele und gewann für seine Heimat die Silbermedaille.

## Erfolge
Gençlerbirligi Ankara
- Türkischer Pokalfinalist: 2007/08

Nationalmannschaft
- U-20-Vizeweltmeister: 2005
- Silbermedaille bei den Olympischen Sommerspielen: 2008

## Tod
Promise starb am 2. Oktober 2019 im Alter von 31 Jahren in seinem Apartment in Austin (Texas), als er in seinem privaten Fitnessraum zusammenbrach. Todesursache war ein Herzinfarkt.